# Flugplatz Neuhardenberg

i7
i11
i13

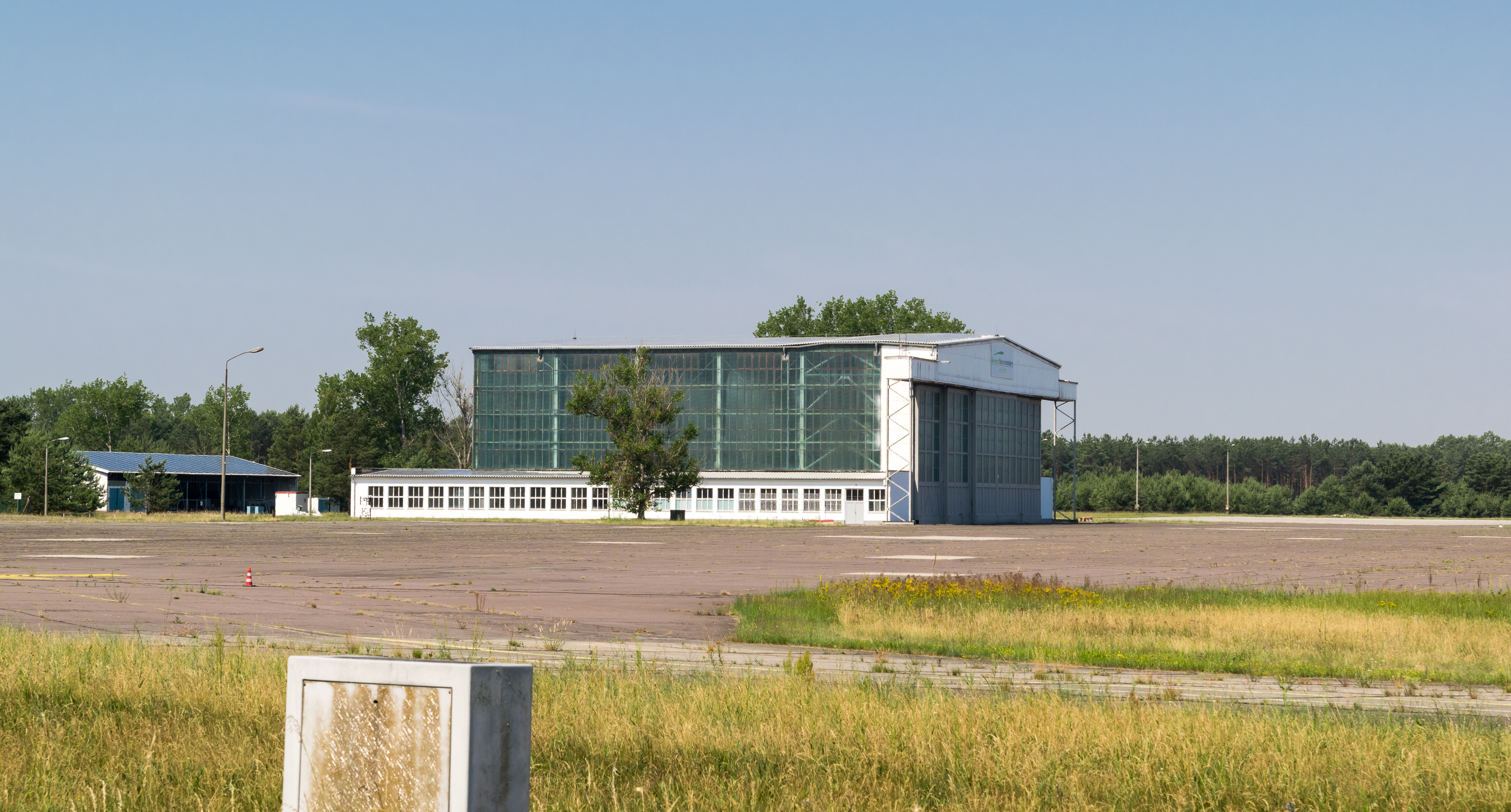
Hangar

Der Sonderlandeplatz Neuhardenberg (ICAO-Code: EDON) ist der Flugplatz des Ortes Neuhardenberg im Osten Brandenburgs. Er liegt im Landkreis Märkisch-Oderland.

## Geschichte

### 1930er Jahre und Zweiter Weltkrieg
Der Bau des Flugplatzes Neuhardenberg begann 1934 als geheim gehaltener Militärflugplatz. Zur Zeit des Nationalsozialismus wurden hier 1937 die ersten Raketentriebwerke aus den Heinkel-Werken getestet. Außerdem wurde der Flughafen als militärische Basis genutzt. Hier befand sich vom November 1939 bis zum Juli 1944 die Flugzeugführerschule Fürstenwalde, die die Pilotenausbildung auf mehrmotorigen Flugzeugen wie der Do 17, Do 23, Ju 52, Ju 86 und He 111 betrieb. Während des Überfalls auf Polen nutzte die II./KG 27 „Boelcke“ den Platz höchstwahrscheinlich als Einsatzhafen. Gegen Ende des Krieges verlegte Ende November 1944 die 1.(F)/122 (Aufklärungsgruppe 122) nach Neuhardenberg und flog bis Anfang Februar 1945 mit Ju 88D-Aufklärern Einsätze gegen die sowjetischen Truppen. Vom 23. Januar bis 2. Februar 1945 lag die III./JG 11 am Platz. Am 17. April 1945 nahm die Rote Armee den Platz ein und nutzte ihn umgehend als Frontflugplatz während der Berliner Operation. Die vorhandenen Gebäude, darunter eine Flugzeughalle, wurden nach Kriegsende im Auftrag der SMAD abgerissen und der Platz den deutschen Behörden übergeben.
Die folgende Tabelle zeigt eine Auflistung ausgesuchter fliegender aktiver Einheiten (ohne Schul- und Ergänzungsverbände) der Luftwaffe der Wehrmacht die hier zwischen 1939 und 1945 stationiert waren.
| Von            | Bis            | Einheit                                         | Ausrüstung          |
| -------------- | -------------- | ----------------------------------------------- | ------------------- |
| September 1939 | Oktober 1939   | II./KG 27 (II. Gruppe des Kampfgeschwaders 27)  | Heinkel He 111P     |
| September 1944 | September 1944 | I./KG 53                                        | Heinkel He 111H     |
| September 1944 | Oktober 1944   | I./KG 2                                         | Dornier Do 217M     |
| Januar 1945    | Januar 1945    | III./JG 11 (III. Gruppe des Jagdgeschwaders 11) | Focke Wulff Fw 190A |

### Nachkriegszeit und NVA-Nutzung
Im Jahr 1957 wurde das Dorf, das seit 1949 Marxwalde hieß, zu einem Garnisonsstandort der NVA, wobei auch der Flugplatz weiter ausgebaut wurde. Im März 1959 wurde die DDR-Regierungsfliegerstaffel (Transportfliegergeschwader 44, TG-44) nach Marxwalde verlegt. Die Maschinen wurden durch ihre bewaffneten Besatzungen, bzw. Einheiten des MfS 24 Stunden am Tag bewacht. Im Juni 1969 kam die mit Mi-8 ausgerüstete Hubschrauberkette des TG-44 ebenfalls nach Neuhardenberg.
Im Jahr 1960 wurde das Jagdfliegergeschwader 8 (JG-8) vom Flugplatz Preschen nach Neuhardenberg verlegt. Für dieses Geschwader befand sich am westlich gelegenen Dolgensee auf einer Fläche von 6,9 Hektar eine Außeneinrichtung. Zudem bestanden an dem See ein 2800-m-Punkt (Navigationspunkt der Funknavigation) und eine Funksendestelle für die DDR-Regierungsstaffel TG-44. Mit der Kombination der am Platz stationierten Jagdflugzeuge des JG-8 und Passagierflugzeuge des TG-44 ging insgesamt eine für DDR-Militärflugplätze außergewöhnlich umfangreiche Ausstattung an Funknavigationsmitteln einher. In den 1980er Jahren besaß der Platz ein Funkfeuer vom sowjetischen Typ RSBN und in den beiden Anflugrichtungen standen jeweils zwei ungerichtete Funkfeuer (DDR-Terminologie: Fernfunkfeuer, Nahfunkfeuer). In der Anflugrichtung 26 gab es außerdem das Landesystem PRMG sowie ein Instrumentenlandesystem ILS nach ICAO-Standard. Die Flugsicherung konnte ein Rundsichtradar und ein Präzisionsanflugradar nutzen. Das militärische Rufzeichen lautete BERGBAU.
Nach dem Ende der DDR wurde hier 1990 bis 1993 die Bundeswehr mit dem Lufttransportgeschwader 65 stationiert, die den Flugplatz bei dem Oderhochwasser 1997 als Basis der Transporthubschrauber nutzte. Der Ort Marxwalde erhielt 1991 seinen alten Namen Neuhardenberg zurück.
Nach Abzug der Bundeswehr wurde der Flughafen privatisiert.
Am 6. Juli 2004 wurde eine Flugverbindung Neuhardenberg – Kraków (Polen) aufgenommen, die sich in erster Linie an Geschäftsreisende richtete und von der Private Wings Flugcharter GmbH durchgeführt werden sollte. Diese Verbindung wurde aber einige Monate später wieder eingestellt.

## Betreiber
Der Flugplatz wird von der Airport Development A/S und deren Tochterfirma, der Airport Berlin-Neuhardenberg GmbH betrieben.

## Fluggesellschaften und Ziele
Bis auf eine sehr kurze Phase im Jahr 2004 (Ziel: Krakau) fanden noch keine Linienflüge statt.

## Lage und Ausbau
Der Flugplatz liegt nördlich Neuhardenbergs zwischen dem Ortsteil Quappendorf und dem Kietzer See.

## Zukunft des Flugplatzes
Seit 2003 bemühte sich der Flugplatzbetreiber zusammen mit der Bürgerinitiative „Pro Flughafen Neuhardenberg“, die von den großen Teilen der betroffenen Bevölkerung gestützt wird, um eine Reaktivierung des Flugplatzes und die Einstufung als Verkehrslandeplatz. Nach Erlangen der Betriebslizenz sollte von hier die Billigfluggesellschaft Ryanair starten. Die Genehmigung das Ausbaus und gleichzeitig die Lizenz als Verkehrslandeplatz wurden am 6. November 2003 dem bislang als „Sonderlandeplatz Neuhardenberg“ eingestuften Flugplatzes von der Landesregierung Brandenburgs versagt, weil sie dem „Landesentwicklungsprogramm für den Ausbau Schönefelds“ entgegenstehen würden. Davon unabhängig haben sich verschiedene brandenburgische Landespolitiker aller im Landtag vertretenden Fraktionen für die Genehmigung des Ausbaus Neuhardenberg ausgesprochen und dabei darauf verwiesen, dass kein öffentliches Kapital für den privaten Flugplatz benötigt würde.
Mittlerweile ist das Kapitel Passagierluftfahrt nicht mehr im Fokus. Geschäftsfliegerei, die Allgemeine Luftfahrt und Standort für Wartungsbetriebe sind die Geschäftsfelder, die seit 2007 durch die neue Eigentümerschaft, der dänischen Airport Development A/S, entwickelt werden sollen. Zugleich etablierte sich das Unternehmen als Projektentwickler für eine der größten Photovoltaikanlagen Europas (155 MW wurden 2012 errichtet) und für Handel und Gewerbe (Bau eines REWE-Marktes und Dienstleistungszentrums in der Ortsmitte Neuhardenbergs).
Der Flugplatz Neuhardenberg engagiert sich in der IHK Ostbrandenburg (Verkehrsausschuss), flyBB-Luftfahrt in Berlin und Brandenburg und in der IDRF Interessengemeinschaft der Regionalflugplätze.

## Solarpark auf dem Flugplatzgelände
Auf 200 Hektar Flugplatzfläche entstand zum 30. September 2012 der zu diesem Zeitpunkt größte Solarpark Deutschlands mit einer installierten Leistung von 145 MW. 600.000 Solarmodule wurden innerhalb von fünf Wochen von bis zu 2000 Arbeitskräften aufgebaut, der Netzanschluss erfolgte im März 2013.

## Batterie-Speichersystem auf dem Flugplatzgelände
In einem 350 m² großen ehemaligen Flugzeughangar am Flugplatzgelände wurde im Jahr 2015 eine Lithium-Ionen-Eisenphosphat Batterie realisiert, mit einer Leistung von 5 Megawatt und die 5 MWh Energie speichern kann. Diese soll zum Ausgleich kurzfristiger Netzschwankungen beitragen und nimmt an der Vermarktung zur Primärregelenergie teil. Das System wurde modular in Containerbauweise realisiert.

## Technische Daten
Folgende Luftfahrzeuge sind auf dem Flugplatz zugelassen: Motorflugzeuge, Helikopter, Motorsegler, Segelflugzeuge, Ballone, Ultraleichtflugzeuge und Fallschirmspringer. Der Anflug mit größeren Flugzeugen wäre zwar möglich, ist zurzeit vom zuständigen Landesministerium jedoch nur in besonderen Situationen zugelassen. Ein Linienflugverkehr etwa mit einer Boeing 737 wäre zwar technisch ohne weiteres möglich, zurzeit nicht erlaubt.